# Akelarre (película de 1984)
Akelarre es una película española de 1984 dirigida por Pedro Olea. Fue producida por una subvención del gobierno vasco. El guion hace hincapié en un enfrentamiento entre la cultura católica castellana contra la cultura pagana vasca.

## Argumento
Está ambientada en la Navarra de finales del siglo XVI. Garazi (Sílvia Munt) es nieta de una mujer quemada por bruja que se enfrenta de nuevo a la Iglesia católica, pero al final es liberada por Unai Esparza (Patxi Bisquert) y sus hombres. La sociedad tiene una estructura feudal.
La película está basada en un proceso de brujería real que se dio en el valle de Araitz en 1595.

## Recepción crítica
La película recibió malas críticas a nivel nacional, se la calificó como lenta, maniquea y demasiado teatral, y de que varios de los actores estuvieran doblados por dobladores profesionales.
Tuvo una mejor acogida en el extranjero, siendo seleccionada para la competición en el Festival Internacional de Cine de Berlín en 1984.